# Vestimenta de Benedicto XVI

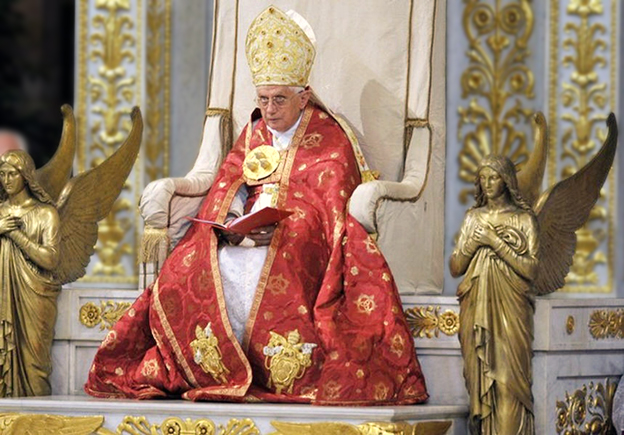
Benedicto XVI envuelto en un manto papal.

Durante su papado, Benedicto XVI reintrodujo antiguas vestimentas pontificias que habían caído en desuso.  

## Zapatos
Benedicto XVI retomó el uso de los tradicionales zapatos rojos, los cuales no habían sido utilizados desde hacía más de 35 años, cuando comenzó el pontificado de Juan Pablo II. En contra de la especulación inicial de la prensa, en el sentido de que los zapatos habían sido elaborados por la casa de moda italiana Prada, la Santa Sede informó que los zapatos fueron proporcionados por personal de la zapatería papal.

## Sombreros
A fines de 2005, Benedicto XVI usó el sombrero papal tradicional rojo llamado camauro, empleado generalmente durante el invierno, y que no se había vuelto usar desde la época de Juan XXIII. En una entrevista a Peter Seewald, afirmó que lo había empleado únicamente como un modo de protegerse del frío, y que no lo había vuelto a usar a fin de que no surgieran otras interpretaciones de ese gesto.
Meses después, se observó al pontífice vistiendo un sombrero de ala ancha para uso en exteriores conocido como sombrero de teja rojo (también llamado "capelo romano" o "saturno"), y que rara vez fue utilizado por su predecesor, Juan Pablo II, pero que sí fue utilizado por los predecesores del papa polaco.

## Mucetas

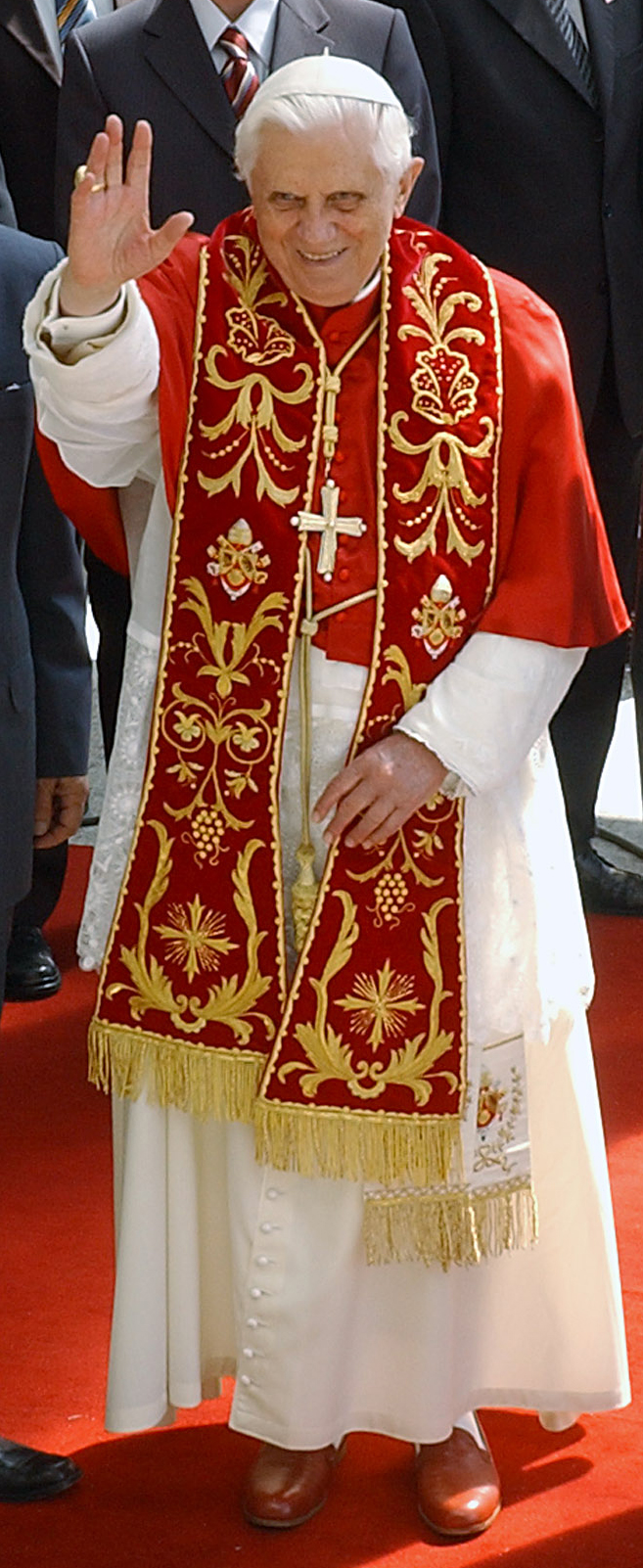
El papa Benedicto XVI con la muceta de verano y una estola.

Benedicto XVI reinstauró el uso de las tres formas tradicionales de muceta papal en el hábito coral. Así, mientras que sus antecesores habían optado únicamente por la de seda roja (tradicionalmente utilizada sólo en verano), Benedicto XVI restableció el uso de las otras dos variantes: la de invierno y la pascual, ambas en desuso desde mediados del pontificado de Pablo VI. La muceta papal de invierno es de terciopelo rojo ribeteada con piel de armiño blanco, mientras que la muceta papal de verano es toda de seda roja. 
Por su parte, la muceta la blanca, elaborada con seda de damasco blanca y ribeteada en armiño del mismo color, estaba tradicionalmente reservada para la Octava de Pascua. Sin embargo, Benedicto XVI alargó su uso durante todo el tiempo pascual. Dado que en ocasiones la cincuentena pascual se extendía hasta finales de la primavera, cuando el clima comienza a ser más cálido, Benedicto XVI comenzó a usar una cuarta modalidad de muceta de seda adamascada blanca sin armiño, haciendo que esta se asemejara a la de verano, pero en color blanco. 
Por este motivo, Benedicto XVI usó y amplió de tres a cuatro las mucetas pontificias: dos rojas (la de invierno y la de verano) y dos blancas (la de invierno y la de verano).

## Palios
En la misa solemne de inicio de su pontificado, el papa ya habló en su homilía sobre el simbolismo del palio, y usó una versión antigua de la prenda, con un diseño oriental, usado por los papas del primer milenio. Sin embargo, a partir de mediados de 2008, coincidiendo con la Solemnidad de los Santos Pedro y Pablo retomó una forma similar a la usada por sus recientes predecesores, aunque de un corte más grande y más largo y con una cruz roja, por lo que se distingue de palios usados por los metropolitanos. Así mismo, había vuelto a usar formas tradicionales de otras vestiduras litúrgicas para enfatizar la continuidad del papado y la Iglesia.

## Fanones
En 2012, durante una misa de canonización, Benedicto vistió el fanón papal y siguió haciéndolo en los principales eventos litúrgicos. La prenda no se había utilizado desde la década de 1980, cuando su antecesor Juan Pablo II la usó una vez durante una visita a Roma.

## Tiaras

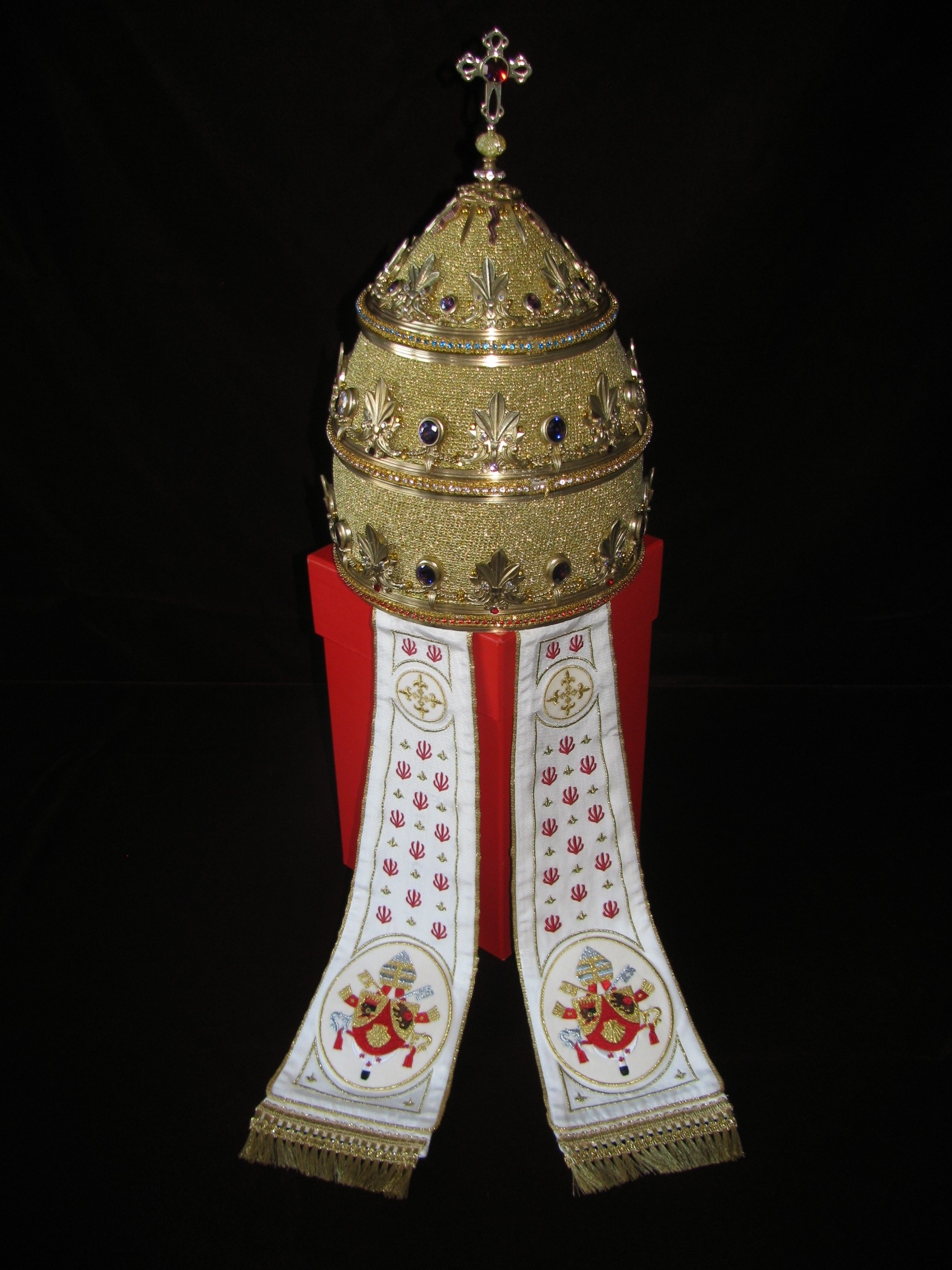
Tiara papal.

Un elemento que Benedicto XVI no usó durante su papado es la tiara papal. Al igual que sus dos predecesores inmediatos, optó por no ser coronado con la tiara en su misa de inauguración, ni la usó desde entonces. A diferencia de ellos, no obstante, hizo hincapié en la decisión de romper con la tradición previa en el uso de una mitra en lugar de la tiara en su escudo papal. Sin embargo, fue obsequiado con una clásica tiara, regalo de la Colección Phillipi que nunca usó. En una ocasión,  Juan Pablo II fue obsequiado en Hungría con una tiara papal. Benedicto Tampoco usó otras prendas pontificias tradicionales, como los guantes y las pantuflas papales.

## Aceptación

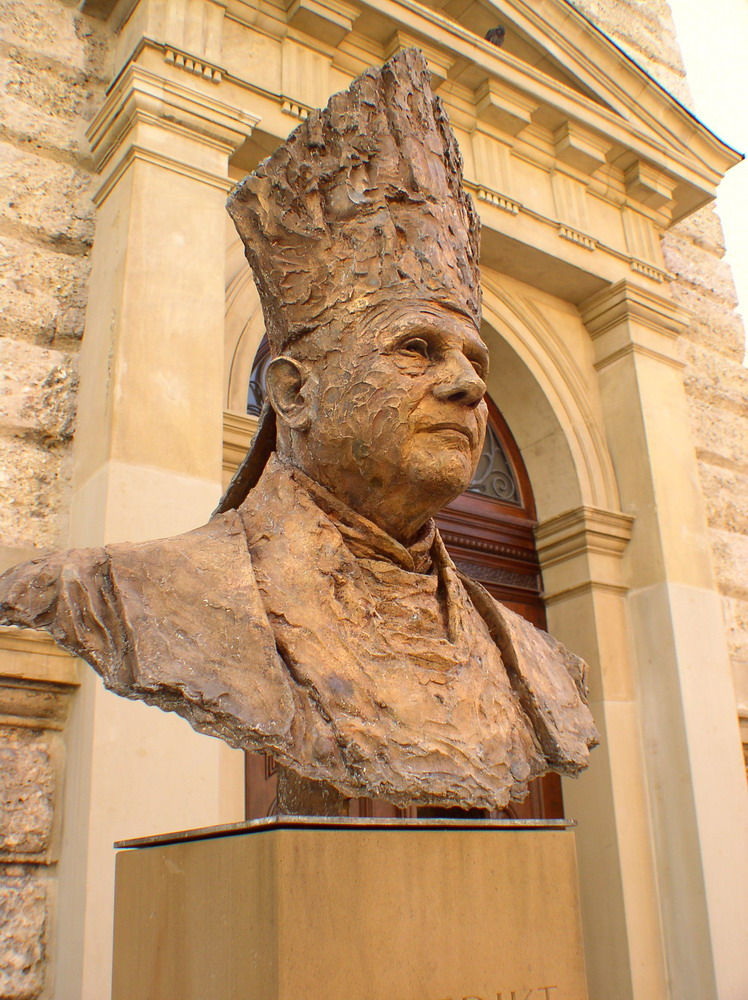
Monumento a Benedicto XVI.

Charlotte Allen describió a Benedicto XVI como el "papa de la estética"; "le ha recordado a un mundo que parece cada vez más feo y corrupto que hay algo como lo bello-sea que esté representado en una sonata o en un retablo o en una capa pluvial bordada o en el corte de una sotana—y que la belleza terrenal básicamente comunica una belleza que está más allá de las cosas terrenales".
Franco Zeffirelli, el afamado director de cine italiano de numerosas producciones criticó las vestiduras del Pontífice por ser demasiado "ostentosas".  Dijo que "Estos no son tiempos de ropa de iglesia de alta costura". Zeffirelli cree que la ropa de Benedicto es "demasiado suntuosa" y hacen parecer al pontífice frío y fuera de su entorno. La Santa Sede explicó que el uso de prendas tradicionales por parte de Benedicto XVI, tales como mitras más altas y antiguas durante su saludo navideño y bendición urbi et orbi, señalando la necesidad de "subrayar la continuidad de la celebración litúrgica de hoy con la que caracterizó la vida de la Iglesia en el pasado". [cita requerida] El liturgista del papa comparó el uso de prendas vestidas por papas anteriores con anotaciones en documentos papales donde "un papa cita a los pontífices que lo precedieron para indicar la continuidad del magisterio de la Iglesia".
En agosto de 2008 la Asociación Italiana para la Defensa de los Animales y el Medio Ambiente le pidió al papa Benedicto XVI dejar de usar pieles animales tales como el camauro y la muceta rematados en armiño, cuyos usos revivió. El grupo citó el famoso amor del pontífice por los gatos e inició una petición en línea para tratar de persuadir a Benedicto de que usara materiales sintéticos.

## Papa emérito
En el invierno de 2013, el pontífice alemán hizo efectiva su renuncia al papado, con lo que pasó a ser el cuarto obispo de Roma en poseer el título de papa emérito.
En sus apariciones públicas, usaba sotana blanca como cualquier sacerdote corriente (sin esclavina).Ya que su anillo papal fue desmantelado tras su renuncia, usó en su lugar el anillo que usaba cuando era el cardenal Ratzinger. También calzó unos mocasines marrones que le regalaron en México, dejando atrás los zapatos rojos pontificios.

## Comparación con el papa Francisco
Su sucesor, Francisco, hizo gala de austeridad y abandonó gran parte de la vestimenta recuperada por Benedicto XVI:
- El anillo del pescador de Francisco era de plata dorada y no de oro.
- Usó pantalones negros bajo la sotana.
- No aceptó el hábito coral pontificio compuesto de roquete y muceta, por lo que la muceta papal cayó en desuso en todas sus modalidades.
- Usó zapatos negros y rehusó usar las clásicas mulas rojas.
- Usa el pectoral plateado con cadena que ya llevaba como arzobispo, en lugar de los pectorales papales.
- Rechazó el uso del trono papal, que solo usó en una ocasión en su primera audiencia y lo sustituyó por un sencillo sillón blanco que Juan Pablo II y Benedicto XVI usaron en alguna ocasión.
- Francisco no bordó el escudo papal en el fajín como hicieron todos sus predecesores.
- Los ornamentos litúrgicos usados durante su pontificado fueron mucho más sencillos que las usados por su predecesor.